# هولتسهایم (راینلاند-فالتس)
هولتسهایم (به آلمانی: Holzheim) یک شهر در آلمان است که در Verbandsgemeinde Diez واقع شده‌است.